# Égypte Kids
Égypte Kids, sous-titré Au temps des pharaons et des momies, est un jeu vidéo d'aventure historique et éducatif développé par EMG et publié par Cryo Interactive en 2001. C'est un jeu dans la lignée de la série Égypte du même éditeur, qui développe des aventures en Égypte antique, mais ce volet est destiné aux enfants. 

## Trame
Le joueur incarne un jeune enfant vivant en Égypte antique. Un soir, l'enfant rencontre Dragoo, un dragon facétieux portant une coiffe de pharaon. Celui-ci lui confie une mission : aller retrouver Nay, l'amie de Hippo, un cousin de Dragoo qui vit à Héliopolis.

## Principe du jeu
Égypte Kids est un jeu d'aventure sur le mode du pointer-et-cliquer. Le joueur se déplace dans un environnement modélisé en images de synthèse où il peut regarder autour de lui à 360°. Le curseur de la souris prend différentes formes selon l'action possible : une flèche lorsqu'on peut se déplacer, une main lorsqu'on peut saisir un objet, une bouche lorsqu'on peut adresser la parole à un personnage, des engrenages lorsqu'on peut activer un mécanisme. Le jeu repose sur l'exploration, l'enquête auprès des personnages et la résolution d'énigmes et de mini-jeux. En dehors du jeu proprement dit, le programme contient une encyclopédie multimédia sur l'Égypte antique.